# 赤ちゃんに乾杯!
『赤ちゃんに乾杯!』（あかちゃんにかんぱい）は、1987年10月10日から同年12月26日まで、TBS系列で土曜22時台に放送されたホームドラマである。1986年に公開された同名のフランス映画をモチーフに制作された。

## 概要
ふとしたことをきっかけに男の赤ちゃんを育てることになった、3人の女性の育児に対する奮闘を描く。
TBS系土曜22時台の1時間ドラマとしては、毎日放送制作の『雪姫隠密道中記』以来約7年ぶり、TBS制作としては『土曜日の虎』以来約22年ぶりとなった。また、TBS系の土曜1時間ドラマは、21時台の『一家だんらん物語』以来1年ぶりの作品となったが、本作からは22時台に移動した。

## キャスト
- 工藤詩織 - 荻野目洋子
  - TBSラジオのキャスタードライバー。
- 佐久間杏子 - 伊藤かずえ
  - ホテルセンチュリーハイアットのホテルウーマン。
- 安田由有子 - 富田靖子
  - はとバスのバスガイド。
- 金森寛二 - 所ジョージ
- 坂口淑子 - 森尾由美
- 橘さち - 中森明穂
- 笠原壮介 - 薬丸裕英
  - サラリーマン。
- 安田晃 - 坂上忍
  - サラリーマン。旅行会社に勤めている。
- 海藤徹 - 野々村真
  - サラリーマン。
- 四ノ宮肇 - アパッチけん
- 紅香 - 堀江しのぶ
- 立原亜希子 - 高部知子
- 神崎誠一 - 小野寺昭
  - TBSラジオで放送される番組のラジオパーソナリティ。
- ジン山中 - 田中健
  - ジャズシンガー。

## スタッフ
- 企画 - 飯島敏宏
- 脚本 - 大石静、水城ゆう、原田菜緒子
- プロデューサー - 森田光則、 浜井誠（TBS）
- 演出 - 森田光則、赤羽博
- 音楽 - 渡辺博也
- 協力 - 東通、緑山スタジオ・シティ
- 製作 - 木下プロダクション（現・TBSスパークル）、TBS

## 放送リスト
| 話数 | 放送日          | サブタイトル           | 演出     |
| ---- | --------------- | ---------------------- | -------- |
| 1    | 1987年 10月10日 | 赤ちゃんなんか大っ嫌い |          |
| 2    | 10月17日        | 育児なしの娘たち       |          |
| 3    | 10月24日        | 代理ママもママならず   |          |
| 4    | 10月31日        | やるっきゃないもん!    |          |
| 5    | 11月07日        | ママはアイドル         |          |
| 6    | 11月14日        | 泣いてたまるか!        |          |
| 7    | 11月21日        | 親子ジグザグ           |          |
| 8    | 11月28日        | 男たちによろしく       |          |
| 9    | 12月05日        | この子誰の子?          |          |
| 10   | 12月12日        | あまえないでョ!        |          |
| 11   | 12月19日        | うちの子にかぎって     |          |
| 12   | 12月26日        | 土曜日のママたちへ!    | 森田光則 |

## 主題歌
- 「北風のキャロル」 荻野目洋子（ビクター音楽産業（現・ビクターエンタテインメント））
  - 作詞：売野雅勇／作曲：筒美京平／編曲：新川博

## 挿入歌
- 「悲しきチェイサー」 富田靖子（日本コロムビア）
  - 作詞：川村真澄／作・編曲：渡辺博也

## 備考
- オリジナルのフランス映画版では、男性3人が女の赤ちゃんを育てるとの設定であるのに対し、本作ではそれぞれの性別が逆のものに変更されている。
- 第4話から第12話のサブタイトルは、過去に放送されたテレビドラマの作品名（※TBS、テレビ朝日、フジテレビの各局が制作し、その各系列局で放送されたもの）をそのまま使用している。

## エピソード
- このドラマでバスガイドを演じた富田は、1987年11月9日に放送された『森田一義アワー 笑っていいとも!』の「テレフォンショッキング」にはとバスのバスガイド制服で出演し、タモリを驚かせた。富田は「今、ドラマではとバスのガイドの役をやってて」とタモリに話している。なお、富田はタモリからのリクエストに応え、ガイド案内の実演をしている[注 1]。